# Nicotinsäureadenindinukleotidphosphat
Nicotinsäureadenindinukleotidphosphat (NAADP) ist ein Molekül, das nicht nur bei Säugetieren, sondern in vielen anderen, mehrzelligen Organismen eine wichtige Rolle als second messenger spielt. NAADP gilt als einer der effektivsten, natürlichen Wirkstoffe zur Freisetzung von Calciumionen.

## Beschreibung
Entdeckt wurde NAADP Anfang der 1990er-Jahre im Gehirn. Dieses Molekül wird zu den so genannten neuen second messengern in Zellen von Säugetieren gezählt. In menschlichen Zellen vermittelt es eine sehr starke Calciumfreisetzung, wobei der Mechanismus und der Aufenthaltsort seines Rezeptors noch unklar sind. Wahrscheinlich ist eine Interaktion mit dem Ryanodin-Rezeptor des endoplasmatischen Retikulums.
Die durch NAADP vermittelte Freisetzung von Calciumionen erfolgt unabhängig von Inositoltrisphosphat und cADP-Ribose, zwei andere second messenger.

## Synthesemechanismus
Produziert wird NAADP wahrscheinlich von einem Enzym namens ADP-Ribosylcyclase, das in verschiedenen Formen im Menschen vorkommt. Die derzeit bekannten Formen sind CD38 und CD157, zwei Oberflächenproteine, die schon länger als Antigene auf Leukozyten (weißen Blutkörperchen) bekannt sind. Seit 2005 weiß man auch um die wichtige Rolle von CD38 bei chronisch-lymphatischer Leukämie, einer Blutkrebsart, die bisher schwer behandelbar ist. Neue Therapieansätze, die durch Blockade des soeben erwähnten CD38 wirken sollen, werden momentan erforscht, da durch einen spezifischeren Therapieansatz als bisher weniger Nebenwirkungen erreicht werden könnten.

## Synthesevoraussetzungen
Es ist nicht ganz erwiesen, wie NAADP in vivo synthetisiert wird.
Eine Möglichkeit, NAADP zu generieren, ist über eine sogenannte Basenaustauschreaktion. Dabei entsteht NAADP aus dem Vorläufermolekül Nicotinamidadenindinukleotidphosphat (NADP+), das im Beisein von Nicotinsäure zu NAADP durch eine NAP(P)ase umgewandelt wird.

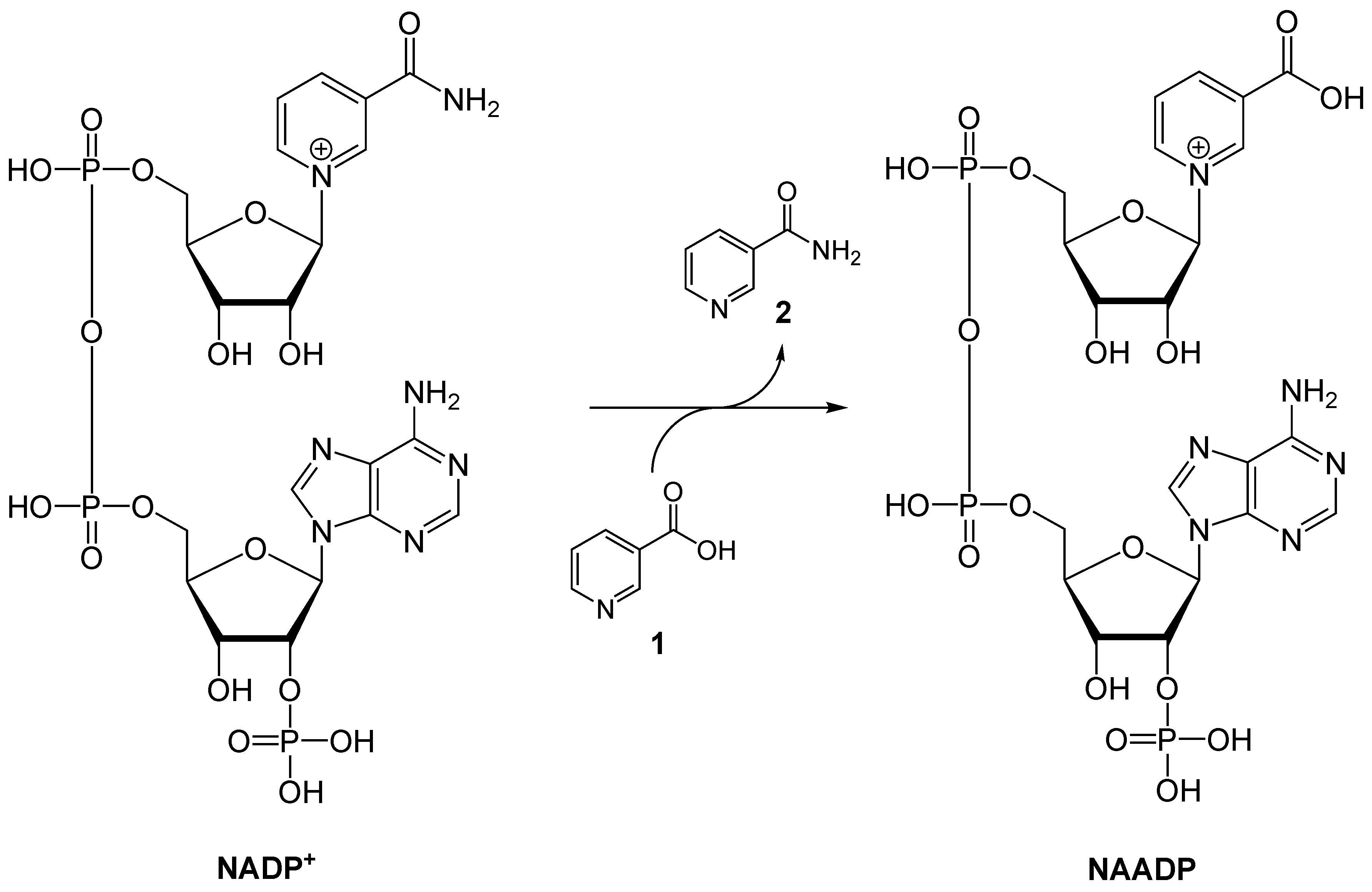
Das Nicotinamid in NADP^{+} wird mit Nicotinsäure ersetzt, so dass sich NAADP bildet. Daran beteiligt ist eine NAP(P)ase

Diese Reaktion findet allerdings nur bei einem erniedrigten pH-Wert (< 6,8) statt. Diese Voraussetzung gibt bisher Rätsel auf, da nur in einigen wenigen Organellen der Zelle (zum Beispiel in den Lysosomen) solche sauren Umgebungsbedingungen herrschen. Überdies ist eine höhere Konzentration an Nicotinsäure für den Ablauf der Reaktion erforderlich, als in lebenden Zellen vorhanden sein kann. Ein weiteres Problem ist, dass die Reaktion in menschlichen Zellen vermutlich von CD38, einem Ektoenzym, katalysiert wird. Infolgedessen muss NADP+ zunächst aus dem Cytosol, und, nach Ablauf der Reaktion, NAADP wieder in das Cytosol transportiert werden.
Alternativ wird spekuliert, ob NAADP durch Deaminierung NADP+s bzw. durch Phosphorylierung von NAAD+ mittels ATP erzeugt werden kann. Letzteres wäre eine analoge Reaktion wie die Phosphorylierung von NAD+, vermutlich katalysiert durch die NADP+-Kinase.